# Zydeco
A zydeco (kiejtése: zaɪdɪˌkoʊ, franciául: Zarico) egy zenei műfaj, amely Louisiana délnyugati részén alakult ki a francia-kreol nyelvű lakosság körében, és keveri a bluest, a rhythm and bluest, valamint a louisianai kreolok és az őslakosok zenéjét. Bár eredetét tekintve különbözik a louisianai cajunzenétől, a két forma hatással volt egymásra.

## Jellegzetessége
A zydecót jellemzően tempós, szinkópált, erős ritmikai alappal játsszák, és gyakran tartalmaz blues, rock and roll, soul, R&B, afro-karibi, cajun és korai kreol zenei elemeket. A zydeco középpontjában a tangóharmonika áll, amely a zenekar többi tagját vezeti, illetve ütős hangszerként egy speciális, mellényként felvehető mosódeszka. A zydeco további gyakori hangszerei az elektromos gitár, a basszusgitár, a billentyűs hangszerek és a dobfelszerelés. Ha van kísérő szöveg, azt jellemzően angolul vagy franciául éneklik. Sok előadó eredeti zydecokompozíciókat készít, de az is gyakori, hogy a zenészek bluessztenderdeket, R&B-slágereket és hagyományos cajundallamokat adaptálnak a zydeco stílusba.

## A stílus ismertté válása
A zydeco zene úttörője, Clifton Chenier (1925-1987), "a zydeco királya" bluesos stílusával és tangóharmonika-játékával népszerűvé tette a zydecót a helyi rádióállomásokon. Az 1950-es évek közepén Chenier népszerűségének köszönhetően a zydeco az amerikai mainstream peremére került. Chenier leszerződött a Specialty Recordshoz, ahhoz a kiadóhoz, amely Little Richard és Sam Cooke lemezeit először vette fel a nagyközönség számára. 

## Fordítás
Ez a szócikk részben vagy egészben  a   Zydeco című angol Wikipédia-szócikk fordításán alapul.  Az eredeti cikk szerkesztőit annak laptörténete sorolja fel. Ez a jelzés csupán a megfogalmazás eredetét és a szerzői jogokat jelzi, nem szolgál a cikkben szereplő információk forrásmegjelöléseként.